# Prins Fredrik, hertig av York och Albany
Prins Fredrik, hertig av York och Albany (Frederick Augustus), född 16 augusti 1763 och död 5 januari 1827, var både näst äldsta barn och andre son till kung Georg III. Från 1820 till sin död 1827 var han arvinge till sin äldre bror, kung Georg IV, för både Storbritannien och kungariket Hannover.

## Biografi
Fredrik August utsågs redan 1764 genom faderns inflytande till furstbiskop av Osnabrück (vilken värdighet han innehade till 1803) och blev 1784 hertig av York och Albany. Hemkommen från Tyskland 1787 blev Fredrik genast mycket populär och gynnades på allt sätt av fadern, som gärna ville framhålla sin älsklingsson på bekostnad av den oppositionelle prinsen av Wales (sedermera Georg IV). Prins Fredrik gifte sig 1791 med Fredrika Charlotta av Preussen, men makarna separerade redan efter något år.
Han fick 1793 befälet över den engelsk-hannoveranska hären i Nederländerna, men blev där upprepade gånger slagen av fransmännen och återvände 1795 till England, där han av fadern utsågs till fältmarskalk och högste befälhavare över armén. Inte heller 1799 års expedition till Flandern gav honom någon krigsära: han blev slagen vid Bergen och måste ingå på den förödmjukande kapitulationen vid Alkmaar. 
I mars 1809 tvingades han att avgå som arméns högste befälhavare efter en mycket uppmärksammad skandal. Hans älskarinna Mary Anne Clarke hade mot betalning utverkat befordran åt unga officerare och fick efter en brytning med Fredrik denne angiven för delaktighet i denna mutningsaffär. Detta kunde dock inte bevisas när ärendet behandlades i underhuset. Hans bror prinsregenten gav honom trots detta 1811 kommandot över armén, och parlamentet betygade honom 1814 högtidligen sin tacksamhet för de förträffliga anordningar han vidtagit under kriget. 
Fredrik August var efter sin brorsdotter prinsessan Charlotte Augusta av Wales död 1817 närmaste tronarvinge och var som sådan högt uppburen av de mest konservativa, framför allt efter sitt skarpa uppträdande 1825 mot förslaget om katolikernas emancipation.